# Ecleora
Ecleora es un género de polilla de la familia Geometridae. Fue descrita por primera vez por Eugen Wehrli en 1943 y se puede encontrar distribuido en Europa.

## Especies
El género Ecleroa contiene tres especies distribuidas en regiones puntuales del Paleártico: 
- Ecleora brandti (Wehrli, 1941)
- Ecleora haroldaria (Oberthur, 1913)
- Ecleora solieraria (Rambur, 1834)

## Descripción
Las especies género Ecleroa son polillas de tamaño mediano con colores marrón grisáceo como es característico ver en especies de su tribu Boarmiini. En varios estudios genéticos se han presentado evidencias que el género Ecleora sea taxón hermana del género Ekboarmia.